# Jenny Palmqvist
Jenny Palmqvist (1969. november 2. –) svéd női nemzetközi labdarúgó-játékvezető. 

## Pályafutása
Svéd nevelőszülők gyermekeként Falköpingben nevelkedett.

### Nemzeti játékvezetés
A játékvezetői vizsgát 1996-ban tette le, a svéd női 2. Ligája bírója. A labdarúgó-szövetség bírói bizottságának minősítése alapján jutott magasabb osztályokba.  1999-ben lett országos játékvezető, működési területei a női bajnokság, a férfi B Liga. A küldési gyakorlat szerint rendszeres 4. bírói, illetve alapvonalbírói szolgálatot is végez. 2009-től  professzionális játékvezető. A nemzeti játékvezetéstől 2014-ben vonult vissza. Első ligás mérkőzéseinek száma: 120.

### Nemzetközi játékvezetés
A Svéd labdarúgó-szövetség Játékvezető Bizottsága (JB) terjesztette fel nemzetközi játékvezetőnek, a Nemzetközi Labdarúgó-szövetség (FIFA) 2002-től tartja nyilván bírói keretében. A FIFA JB központi nyelvei közül a angolt beszéli. Több válogatott és nemzetközi klubmérkőzést vezetett, vagy működő társának 4. bíróként, illetve alapvonalbíróként segített. A  nemzetközi játékvezetéstől 2014-ben a FIFA JB által meghatározott korhatárt elérve búcsúzott.

#### Női labdarúgó-világbajnokság
A világbajnoki döntőkhöz vezető úton Kínába az V., a 2007-es női labdarúgó-világbajnokságra, Németországba a VI., a 2011-es női labdarúgó-világbajnokságra, illetve Kanadába a VII., a 2015-ös női labdarúgó-világbajnokságra a FIFA JB mérkőzésvezetőként alkalmazta. Öt mérkőzést rajta kívül, kettő világbajnokságon való részvétellel három játékvezető (Gaál Gyöngyi,  Bibiana Steinhaus. Anna-Marie Keighley) egy világbajnokságon teljesítette az 5 mérkőzésirányítást.

##### 2007-es női labdarúgó-világbajnokság

###### Világbajnoki mérkőzés
| Időpont              | Helyszín                   | Mérkőzés típusa              | Mérkőzés                | Eredmény | Nézők száma |
| -------------------- | -------------------------- | ---------------------------- | ----------------------- | -------- | ----------- |
| 2007. szeptember 14. | Hongkou Stadion, Sanghaj   | csoportmérkőzés (A. csoport) | Németország–Anglia      | 0 – 0    | 27 730      |
| 2007. szeptember 22. | Olimpiai Stadion, Tiencsin | egyik negyeddöntő            | Egyesült Államok–Anglia | 3 – 0    | 29 586      |

##### 2011-es női labdarúgó-világbajnokság

###### Világbajnoki mérkőzés
| Időpont          | Helyszín                               | Mérkőzés típusa              | Mérkőzés             | Eredmény | Nézők száma |
| ---------------- | -------------------------------------- | ---------------------------- | -------------------- | -------- | ----------- |
| 2011. június 29. | Borussia-Park Stadion, Mönchengladbach | csoportmérkőzés (D. csoport) | Brazília–Ausztrália  | 1 – 0    | 27 258      |
| 2011. július 5.  | Rhein-Neckar-Arena, Sinsheim           | csoportmérkőzés (4. csoport) | Új-Zéland–Mexikó     | 2 – 2    | 20 451      |
| 2011. július 9.  | BayArena, Leverkusen                   | csoportmérkőzés (4. csoport) | Anglia–Franciaország | 3 – 4    | 26 395      |

##### 2015-ös női labdarúgó-világbajnokság

###### Selejtező mérkőzés
| Időpont          | Helyszín                   | Mérkőzés típusa           | Mérkőzés           | Eredmény | Nézők száma |
| ---------------- | -------------------------- | ------------------------- | ------------------ | -------- | ----------- |
| 2013 október 30. | Kolozsvár Aréna, Kolozsvár | előselejtező (2. csoport) | Románia–Csehország | 0 – 0    | 450         |

#### Női labdarúgó-Európa-bajnokság

##### U20-as női labdarúgó-Európa-bajnokság
Oroszországban rendezték, a 2006-évi női U20-as labdarúgó-Európa-bajnokság végső küzdelmeit, ahol az UEFA JB bíróként alkalmazott.

###### 2006-évi női U20-as labdarúgó-Európa-bajnokság
| Időpont | Helyszín    | Mérkőzés típusa   | Mérkőzés                              | Eredmény |
| ------- | ----------- | ----------------- | ------------------------------------- | -------- |
| 2006.   | Oroszország | csoportmérkőzés   | Oroszország–Brazília                  | 0 – 0    |
| 2006.   | Oroszország | egyik negyeddöntő | Amerikai Egyesült Államok–Németország | 4 – 1    |
| 2006.   | Oroszország | bronzmérkőzés     | Brazília–Amerikai Egyesült Államok    | 0 – 0    |

---
A női európai labdarúgó torna döntőjéhez vezető úton Finnország a VII., a 2009-es női labdarúgó-Európa-bajnokságot rendezte és Svédország rendezte a 2013-as női labdarúgó-Európa-bajnokságot, ahol az UEFA JB játékvezetőként foglalkoztatta. Európa-bajnokságon vezetett mérkőzéseinek száma: 5.

##### 2009-es női labdarúgó-Európa-bajnokság

###### Selejtező mérkőzés
| Időpont           | Helyszín                       | Mérkőzés típusa           | Mérkőzés              | Eredmény |
| ----------------- | ------------------------------ | ------------------------- | --------------------- | -------- |
| 2007. április 12. | Lohrheidestadion, Wattenscheid | előselejtező (4. csoport) | Németország–Hollandia | 5 – 1    |

###### Európa-bajnoki mérkőzés
| Időpont             | Helyszín              | Mérkőzés típusa              | Mérkőzés                | Eredmény | Nézők száma |
| ------------------- | --------------------- | ---------------------------- | ----------------------- | -------- | ----------- |
| 2009. augusztus 26. | Lahden Stadion, Lahti | csoportmérkőzés (A. csoport) | Hollandia–Finnország    | 1 – 2    | 161 480     |
| 2009. augusztus 29. | Lahden Stadion, Lahti | csoportmérkőzés (A. csoport) | Dánia–Hollandia         | 1 – 2    | 1712        |
| 2009. szeptember 4. | Lahden Stadion, Lahti | egyik negyeddöntő            | Németország–Olaszország | 2 – 1    | 1866        |

##### 2013-as női labdarúgó-Európa-bajnokság

###### Selejtező mérkőzés
| Időpont           | Helyszín                      | Mérkőzés típusa           | Mérkőzés             | Eredmény | Nézők száma |
| ----------------- | ----------------------------- | ------------------------- | -------------------- | -------- | ----------- |
| 2012. október 21. | Marcel Saupin Stadion, Nantes | előselejtező (7. csoport) | Ausztria–Oroszország | 0 – 2    | 38 000      |

###### Európa-bajnoki mérkőzés
| Időpont          | Helyszín                          | Mérkőzés típusa              | Mérkőzés                  | Eredmény | Nézők száma |
| ---------------- | --------------------------------- | ---------------------------- | ------------------------- | -------- | ----------- |
| 2013. július 12. | Idrottsparken Stadion, Norrköping | csoportmérkőzés (C. csoport) | Franciaország–Oroszország | 3 – 1    | 2980        |
| 2013. július 18. | Idrottsparken Stadion, Norrköping | csoportmérkőzés (C. csoport) | Oroszország–Spanyolország | 1 – 1    | 2157        |

#### Olimpiai játékok
Görögország a XXVIII., a 2004. évi nyári olimpiai játékok, Kína a XXIX., a 2008. évi nyári olimpiai játékok valamint Anglia a XXX., a 2012. évi nyári olimpiai játékok labdarúgó tornáját, ahol a FIFA JB bírói szolgálatra alkalmazta.

##### 2004. évi nyári olimpiai játékok
A döntő találkozón a finn Emilia Parviainen és Nelly Viennot voltak az asszisztensei. A döntő érdekessége, hogy Palmqvist a találkozó vége felé megsérült, és a hosszabbítást már a 4., a tartalék játékvezető Dianne Ferreira-James vezette.
| Időpont             | Helyszín                    | Mérkőzés típusa              | Mérkőzés                              | Eredmény | Nézők száma |
| ------------------- | --------------------------- | ---------------------------- | ------------------------------------- | -------- | ----------- |
| 2004. augusztus 10. | Pankritio Stadion, Iráklio  | csoportmérkőzés (G. csoport) | Görögország–Amerikai Egyesült Államok | 0 – 3    | 15 757      |
| 2004. augusztus 25. | Karaiskaki Stadion, Pireusz | döntő                        | Amerikai Egyesült Államok–Brazília    | 2 – 1    | 10 416      |

##### 2008. évi nyári olimpiai játékok
| Időpont             | Helyszín                           | Mérkőzés típusa              | Mérkőzés                         | Eredmény | Nézők száma |
| ------------------- | ---------------------------------- | ---------------------------- | -------------------------------- | -------- | ----------- |
| 2008. augusztus 9.  | Senjangi Olimpiai Stadion, Senjang | csoportmérkőzés (F. csoport) | Nigéria–Németország              | 0 – 1    | 19 266      |
| 2008. augusztus 15. | Sanghaj Stadion, Sanghaj           | egyik negyeddöntő            | Amerikai Egyesült Államok–Kanada | 2 – 1    | 26 129      |

##### 2012. évi nyári olimpiai játékok
Az Észak-Korea – USA mérkőzésen sporttörténelmi eseményként, a női olimpiai labdarúgó tornán első alkalommal kiállítás (második sárga lap) történt, mégpedig az  Észak-koreai csapatból.
| Időpont           | Helyszín                    | Mérkőzés típusa              | Mérkőzés                               | Eredmény | Nézők száma |
| ----------------- | --------------------------- | ---------------------------- | -------------------------------------- | -------- | ----------- |
| 2012. július 25.  | Millennium Stadion, Cardiff | csoportmérkőzés (E. csoport) | Kamerun–Brazília                       | 0 – 5    | 30 847      |
| 2012. július 31.  | Old Trafford, Manchester    | csoportmérkőzés(G. csoport)  | Észak-Korea– Amerikai Egyesült Államok | 0 – 1    | 295 220     |
| 2012. augusztus 9 | Ricoh Arena, Coventry       | bronzmérkőzés                | Kanada–Franciaország                   | 1 – 0    | 12 465      |

#### Nemzetközi kupamérkőzések
Vezetett kupadöntők száma: 2.

##### Női UEFA-kupa
| Időpont         | Helyszín                  | Mérkőzés típusa        | Mérkőzés                                                              | Eredmény | Nézők száma |
| --------------- | ------------------------- | ---------------------- | --------------------------------------------------------------------- | -------- | ----------- |
| 2009. május 22. | MSV-Arena, Duisburg       | döntő második mérkőzés | FCR 2001 Duisburg–Swesda 2005 Perm                                    | 1 – 1    | 28 112      |
| 2012. május 17. | Olimpiai Stadion, München | döntő                  | Olympique Lyonnais (női labdarúgás)–1. FFC Frankfurt (női labdarúgás) | 2 – 0    | 50 212      |

## Sikerei, díjai
- 2005-ben hazájának Játékvezető Bizottsága az Év játékvezetője megtisztelő címmel ismerte el.
- A Nemzetközi Labdarúgás-történeti és -statisztikai Szövetség (International Federation of Football History & Statistics) (IFFHS) a 2013-as év szakmai eredményessége alapján az év tíz legjobb női labdarúgó-játékvezetője közé rangsorolta. Bibiana Steinhaus mögött a 2. helyen végzett.